# Fronteira (Minas Gerais)
Fronteira es un municipio brasileño del estado de Minas Gerais. Se localiza a una latitud 20°16'04" sur y a una longitud 49°11'58" oeste, estando a una altitud de 458 metros. La ciudad tiene una población de 14.041 habitantes (IBGE/2010).
Posee un área de 200,00 km². La densidad demográfica es de 70,2 hab/km².

## Historia
Fronteira fue planificada y fundada el 18 de julio de 1943.

## Geografía
Se localiza sobre los márgenes del Rio Grande, en la Mesorregión del Triángulo Minero y Alto Paranaíba y Microrregión de Frutal, cerca de 671 km al oeste de Belo Horizonte.